# Lindsey Burlet
Lindsey Burlet est une handballeuse française née le 6 juin 1994, évoluant au poste d'arrière droite.

## Biographie
Durant la saison 2014-2015, elle participe à six rencontres de championnat de première division, inscrivant 1 but. La saison suivante, elle est de plus en plus utilisée, notamment en phase défensive (18 rencontres disputées et 8 buts marqués), et prolonge son contrat de deux ans en avril 2016. En mai 2016, elle remporte avec Metz son premier titre de championne de France, après une finale gagnée face à Fleury Loiret. La saison suivante, elle remporte le championnat, la coupe et dispute un quart de finale de Ligue des champions mais quitte Metz en fin de saison, pour notamment gagner en temps de jeu en attaque.
Pour la saison 2017-2018, elle s'engage avec le Brest Bretagne Handball et remporte la Coupe de France pour la deuxième année consécutive.
Soumise à forte concurrence à Brest, elle s'engage avec Besançon la saison suivante pour gagner en temps de jeu et avoir l'occasion de plus s'exprimer lors des phases offensives.

## Palmarès
compétitions nationales
- championne de France en 2016 et 2017 (avec Metz Handball)
- vainqueur de la coupe de France en 2017 (avec Metz Handball) et 2018 (avec Brest Bretagne Handball)